# Kau To Shan
Kau To Shan (kinesiska: 狗肚山) är ett berg i Hongkong (Kina). Det ligger i den norra delen av Hongkong. Toppen på Kau To Shan är 298 meter över havet.
Terrängen runt Kau To Shan är kuperad. Havet är nära Kau To Shan åt nordost.  Centrala Hongkong ligger 15,6 km söder om Kau To Shan. I omgivningarna runt Kau To Shan växer i huvudsak städsegrön lövskog.